# Мулінна
Муллі́на (рос. Муллиная, чув. Мулля) — селище у складі Шемуршинського району Чувашії, Росія. Входить до складу Шемуршинського сільського поселення.
Населення — 21 особа (2010; 44 у 2002).
Національний склад:
- чуваші — 59 %
- татари — 30 %

У селищі встановлено пам'ятник льотчику Прусакову Павлу Федоровичу, штурману ВПС СРСР, який загинув в авіакатастрофі 5 травня 1942 року.